# Begabung
Mit Begabung oder Talent wird ein Aspekt bezeichnet, der zu besonderer Leistungsfähigkeit einer Person auf einem bestimmten Gebiet beiträgt. In Abgrenzung zu erlerntem Wissen und durch Übung erlangten Fertigkeiten ist Begabung eine besondere Anlage einer Person, auf einem Gebiet vergleichsweise schnell Fortschritte zu machen sowie ein überdurchschnittliches Leistungsniveau erreichen zu können. Verfügt eine Person über mehrere einzelne Begabungen bzw. Talente in verschiedenen Bereichen, wird auch von „multipler Begabung“ gesprochen.
Eine Begabung wird oft als angeborenes Potenzial gesehen. Sie besteht unabhängig davon, ob sie sich bereits durch besondere Leistung manifestiert hat (vgl. Gabe). Es stellt sich jedoch die Frage, inwieweit Begabung und Fähigkeiten genetisch veranlagt sind (Ausnahmen: „anatomisch Begabte“) oder durch Lernen und Üben erworben wurden. So kann einem Menschen, der „zwei linke Hände“ zu haben meint – so bei Werken oder Kunst – dies eingeredet worden sein (s. Selbsterfüllende Prophezeiung).

## Begriffsgeschichte

### Begabung
Das Wort Begabung gehört wie mittelhochdeutsch gābe zu dem gemeingermanisch Verb mittelhochdeutsch geben, althochdeutsch geban, das auf die indogermanisch Wurzel ghabh- „fassen, ergreifen“ zurückgeht.

### Talent
Das Wort Talent im Sinne von Begabung hat seinen Ursprung in der altorientalischen Masseneinheit Talent, die auch in der Bibel zur Bezeichnung einer entsprechenden Menge Silbermünzen verwendet wird. Im neutestamentlichen Gleichnis von den anvertrauten Talenten (Mt 25,14–30 ) werden drei Knechten fünf, zwei bzw. nur ein „τἀλαντον“ anvertraut – „jedem nach seiner eigenen Fähigkeit (Kraft)“. Luther und Zwingli übersetzten Talent noch mit Zentner. Aber wohl über die lateinische Vulgata, die talentum übersetzte, lässt sich das Wort talent im Sinne von Begabung im Englischen seit dem 16. Jahrhundert und im Französischen seit dem 17. Jahrhundert nachweisen. Auf diesem Umweg hat es auch im Deutschen seine Bedeutung erhalten.

## Allgemein zur Diskussion um Begabung
Es gibt Begabungen in den verschiedenen Wissens- und Könnensbereichen, die sich zum Beispiel auf intellektuelle, künstlerische oder sportliche Fähigkeiten beziehen können. Durch die genetische Forschung sind inzwischen (2012) wenigstens 52 verschiedene Gene (bzw. Genmutationen) identifiziert worden, die eine Auswirkung auf verschiedene Faktoren der sportlichen Leistungsfähigkeit haben. Der Begriff der allgemeinen Begabung betont oft einseitig den Aspekt der abstrakt-akademischen Intelligenz; in den allgemeinen Begabungsbegriff fließen auch motivationale und personale Aspekte ein. Die praktische Intelligenz beschränkt sich im Gegensatz zur beruflichen Begabung auf den tätigen Umgang mit konkreten Gegenständen. Während sich bis 1990 in der DDR die Aufmerksamkeit auf beruflich besonders begabte Personen richtete, erfolgte die Sichtweise in der BRD vor allem auf die akademisch Begabten. Begabung ist Forschungsgegenstand verschiedener wissenschaftlicher Fächer. Die Universität Münster organisierte im September 2012 den bislang größten Kongress zum Thema Begabungsforschung.
Kognitive Begabungen
- Intelligenz: Hochbegabung
- Gedächtnis: Photographisches Gedächtnis
- Mathematik: Verständnis logischer Zusammenhänge; siehe auch logisches Denken, Logik, Mathematisches Verständnis
- Intuition, Emotionale Intelligenz (EQ)

Musik, Sprache, Unterhaltung
- Sprachgefühl
- Kunst, musische Begabung
- Entertainment

Bewegungskoordination
- Sport
- Handwerk
- Geschicklichkeit, Reaktionsvermögen

Organisationstalent
- Organisation: (militärische) Führung, Management, Marketing, Politik

Begabungen setzen stets auch eine genetische Komponente voraus. Spezifische leistungsfördernde Persönlichkeitsfaktoren, familiäre, schulische und gesellschaftliche Rahmenbedingungen sind jedoch ebenso unerlässlich (vgl. Heid/Fink 2004). Dazu zählen Elternhaus, Schule und alle anderen Faktoren der Ausbildung und Umwelt, ohne die keine Hochleistung denkbar ist. Studien zeigen, dass bei stark begabten Menschen eine erhöhte Hirnaktivität im entsprechenden Bereich messbar ist. Außerdem sind gewisse Hirnregionen (geringfügig) stärker ausgeprägt als beim Durchschnitt. Diese Ausprägung entwickelt sich vor allem durch frühe Förderung bzw. Stimulation gewisser Fähigkeiten und somit der entsprechenden Hirnregionen.
Ausnahmen bilden hier natürlich Begabungen, die auf besondere körperliche Eigenschaften zurückzuführen sind. So hängt die Begabung eines Sängers in erster Linie mit seiner Stimme, d. h. mit der Anatomie seines Stimmorgans, zusammen.

Begabung äußert sich durch eine relativ frühe spezifische Ansprechbarkeit, für ein bestimmtes Material, eine bestimmte Aufgabe, eine bestimmte Sache. Der Begabte verspürt zudem eine Neigung, für dieses Material usw. interessiert zu werden (vgl. Roth 67, 24–33).
Im Falle einer Begabung zeigt sich auch eine lustbetonte Leichtigkeit im Umgang mit der Bemeisterung dieses Materials etc. Ein Begabter kann sich durchaus für seinen Stoff aufopfern, da dieser ein gesteigertes Bedürfnis hat, auf seinem Gebiet mehr zu erleben. Außerdem ist die begabte Person ständig unzufrieden mit den bereits erlangten Leistungsstufen, was die Anstrengungsbereitschaft in diesem Bereich erhöht. Wissenschaftler bezeichnen es als „produktive Unzufriedenheit“. Wachsendes Selbstvertrauen ist ein weiterer Indikator einer Begabung, da ein Talentierter (= Begabter) weiß, wie sehr er seine Materie, Aufgabe, Sache, … beherrscht. Schließlich führt dies dazu, dass ein Begabter auf seine überdurchschnittlichen Fähigkeiten vertraut. Ein begnadeter Sänger z. B. würde sich eher wagen, vor einem Publikum aufzutreten, als ein nicht-singbegabter Mensch. Begabung begünstigt selbstständige und/oder schöpferische Produktivität. Der Begabte kreiert Neues (manchmal Geniales).

### Genetische Voraussetzungen im Sport
Neben den offensichtlichen genetischen Voraussetzungen (z. B. Körpergröße im Basketball) sind inzwischen in wenigstens 94 Studien wenigstens 52 verschiedene Gene identifiziert worden, die für einzelne Voraussetzungen der sportlichen Leistungsfähigkeit ausschlaggebend sind. In Australien werden z. B. keine Spitzensportler in einem Leistungskader gefördert, wenn sie für diese Sportart/-disziplin nicht die richtigen genetischen Voraussetzungen (=Entwicklungspotential) mitbringen. Für Kraft/Schnellkraft sind es z. B. ACE, ACTN3 und AGT, die die Entwicklung begünstigen. Selbst in Ausdauersportarten, bei denen lange Zeit Trainingsfleiß als wichtigste Voraussetzung galt, sind inzwischen sieben Gene identifiziert worden, durch die sich Spitzensportler von anderen unterscheiden.

### Begabung in der Musik
Kinder, die im Alter von drei Jahren bereits ein Instrument spielen gelernt haben, haben sehr viel häufiger ein Absolutes Gehör. Elisabeth Theusch fand einen Zusammenhang zwischen dem absoluten Gehör und bestimmten Chromosomen.

## Mehrfach- und Hochbegabung
Ein Multitalent (Mehrfachbegabung) ist ein Mensch, der Interesse und Begabungen in verschiedenen Gebieten hat. Das können z. B. gleichzeitige Begabungen auf künstlerischem und mathematischem Gebiet sein. Ein bekanntes Beispiel aus der Geschichte ist Leonardo da Vinci. Hochbegabung ist eine weit über dem Durchschnitt liegende Begabung eines Menschen.

## Kritik

### Konstruktcharakter des Begabungsbegriffs
Kritiker des Begabungskonzeptes heben hervor, dass im Unterschied zu körperlichen oder geistigen Leistungen, die beobachtet werden können, Begabung ein Konstrukt ist, mit dem beobachtete Leistungen erklärt werden sollen. Begabung ist im Sinne dieser Kritik nicht etwas, das man beobachten kann und das es empirisch gibt, sondern etwas, mit dem man Beobachtetes deutet, interpretiert, erklärt. Das Problem, diese gedankliche Konstruktion als Realität zu betrachten, stellt sich gemäß dieser Kritik so dar, dass man beobachtbare Leistungen mit einer vermuteten „Anlage“ verwechseln kann, wenn man Leistungen als den Ausdruck oder Nachweis von Begabungen ansieht.
Es entsteht eine „zirkuläre Denkfigur“, bei der von Leistung auf Begabung geschlossen wird, diese jedoch als Begründung für Leistung herhalten soll, obwohl nur eines von beiden, nämlich Leistung, objektiv messbar ist.
Die Tatsache unterschiedlicher Leistungen wird von dieser Kritik nicht geleugnet, sie zweifelt jedoch die wissenschaftliche und gesellschaftliche Brauchbarkeit und Angemessenheit des Begabungskonzeptes u. a. unter dem Verweis darauf an, dass es bisher eben noch nicht gelungen ist, „Begabung“ unabhängig von beobachtbaren Leistungen empirisch zu verifizieren. Mit Intelligenztests würden nur Teilbereiche der menschlichen Fähigkeiten erfasst und diese entsprächen dem jeweiligen „fortgeschrittensten technischen Entwicklungsstand“.
Begabung sei kein wissenschaftlich tragfähiger Begriff, sondern eine politische Parole. Weniger Konjunktur hat demnach der Gebrauch des Begabungskonzeptes zu Zeiten, in denen es darum geht, zusätzliche soziale Bildungsreserven zu erschließen. Hochkonjunktur habe das Begabungskonzept, wenn es – etwa wegen gesellschaftlich knapp gehaltener Ressourcen – darum geht, die Zahl der zu Fördernden einzuschränken bzw. die Förderungsmittel auf bestimmte Gruppen zu verteilen (etwa Elite- gegen Massenunis oder Gymnasien gegen Gesamt- oder Hauptschulen).

### Unterstellung des Vorhandenseins von Begabungen
Deutlich wird der Konstruktcharakter des Begabungsbegriffs in solchen Fällen, in denen das Vorhandensein einer Begabung ohne Prüfung im Einzelfall a priori unterstellt wird. So werden z. B. Personen, die nicht in der Lage sind, theoretische Prüfungen als Voraussetzung für einen Schul- oder Berufsabschluss erfolgreich zu bestehen, pauschal als „praktisch begabt“ bezeichnet. In Hessen werden seit 1962 Schulen, an denen Kinder und Jugendliche mit einer schweren geistigen Behinderung unterrichtet werden, als „Schulen für praktisch Bildbare“ bezeichnet. Da der Begriff „Mensch mit besonderer Begabung“ auch als euphemistische Umschreibung für „Mensch mit einer geistigen Behinderung“ benutzt wird, halten es einige Autoren für erforderlich, ausdrücklich darauf hinzuweisen, dass sie mit dem Begriff „besonders Begabte“ hochbegabte Menschen meinen.
Der Bundesgesetzgeber in Deutschland gibt zu erkennen, dass es seiner Ansicht nach Menschen gibt, die nicht über wirtschaftlich verwertbare Minimalbegabungen verfügen. So darf auf der Grundlage von § 136 Abs. 2 SGB IX eine Werkstatt für behinderte Menschen die Aufnahme von Menschen in die Werkstatt ablehnen, wenn sie nicht „spätestens nach Teilnahme an Maßnahmen im Berufsbildungsbereich wenigstens ein Mindestmaß wirtschaftlich verwertbarer Arbeitsleistung erbringen werden“.